# Les Auxons
Les Auxons község (település) Franciaország Burgundia-Franche-Comté régiójában, Doubs megyében. Új községként 2015. január 1-jén jött létre Auxon-Dessus és Auxon-Dessous község egyesítésével.
Lakosainak száma 2522 fő (2022. január 1.). Les Auxons Cussey-sur-l’Ognon, Geneuille, Châtillon-le-Duc, Miserey-Salines, Pouilley-les-Vignes, Pelousey, Moncley és Sauvagney községekkel határos.

## Népesség
A település népességének változása:
| Lakosok száma | 2560 | 2544 | 2524 | 2515 | 2512 | 2510 | 2522 |
|               | 2013 | 2017 | 2018 | 2019 | 2020 | 2021 | 2022 |